# 黑勒茨豪森
黑勒茨豪森是德国莱茵兰-普法尔茨州的一个市镇。总面积7.46平方公里，总人口204人，其中男性101人，女性103人（2011年12月31日），人口密度27人/平方公里。